# 卡利湖
58°22.5′N 27°14′E / 58.3750°N 27.233°E
卡利湖，是愛沙尼亞的湖泊，位於該國東南部塔爾圖縣，處於利古湖東南面約2公里，長1.9公里、寬1.1公里，面積0.18平方公里，海拔高度30米，平均水深1.1米，最大水深1.4米。